# 木村優良
木村 優良（きむら まさたか、1997年3月31日 - ）は、日本の俳優。

埼玉県出身。血液型はA型。身長181cm。ブルーエール所属。

## 人物
特技はダンス、テニス、水泳、英検3級。
実はコサックダンスが得意で、踊りながら移動することができる。

## 出演

### バラエティ
- 2017年04月15日　TX「ゴッドタン～芝居ヤバイ芸人 No.1 決定戦～」シュウ　役
- 2017年02月11日　TX「ゴッドタン～気持ちよく泣かせるキャバクラ 深夜食堂編～」ショウ　役
- 2018年09月23日　NTV「行列のできる法律相談所」小森悠冊　役
- 2019年01月06日 　NTV「行列のできる法律相談所」ジェジュン　役
- 2020年02月16日　NTV「行列のできる法律相談所」EXIT兼近大樹　役
- 2020年03月25日　NTV「日テレ系音楽の祭典PremiumMusic2020」名曲秘話ドラマ　山田直彦　役
- 2021年01月24日　NTV「行列のできる法律相談所」NEWS加藤シゲアキ  役
- 2022年06月1日　TBS「ワールド極限ミステリー」 2分間のミステリー！ 内ドラマ  大野みのる 役

### 舞台

#### 2016年
- 「サギムスメ」（6月29日 - 7月3日、萬劇場）山城健吾 役
- 「BLAZBLUE」（8月10日 - 14日、新宿村LIVE）ウロボロス 役
- 「マクベスSC」（10月13日 - 17日、ラゾーナ川崎プラザソル）
- 「LDKミディアム」（11月16日 - 20日、ワーサルシアター）浅岡翔太 役

#### 2017年
- 「龍よ、狼と踊れ」（3月8日 - 20日、CBGKシブゲキ!!）
- 「恋文ガール！」（5月24日 - 28日、シアターKASSAI）槇原マキト 役
- 「サギムスメ 人生晴れたり曇ったり」（7月5日 - 9日、萬劇場）山城健吾 役
- 「湯もみガールズIV」（12月6日 - 10日、萬劇場）TAKUMA 役

#### 2018年
- 朗読劇「いやなんです、あなたのいってしまふのが -智恵子抄より-」（1月15日 - 21日、shibuya gallery Arc）主演 高村光太郎 役
- 「おらばんば」（2月28日 - 3月4日、萬劇場）石山巌 役
- ハイパープロジェクション演劇 「ハイキュー!!」"はじまりの巨人" 白石優希 役
  - 4月28日 - 5月6日、日本青年館ホール
  - 5月18日 - 20日、福岡国際会議場
  - 5月25日 - 27日、多賀城市民会館 大ホール
  - 6月1日 - 3日、大阪オリックス劇場
  - 6月8日 - 17日、TOKYO DOME CITY HALL
- 「LDKミディアム2」（9月12日 - 16日、萬劇場）浅岡翔太 役
- 「あの頃の僕達」（9月28日 - 30日、シアターグリーン BOX in BOX THEATER）山森俊和 役

#### 2019年
- 「月に吠えろ、夜ヲ焦ガセ君ヨ」（3月20日 - 24日、シアターグリーン BIG TREE THEATER）熊坂行基 役
- ミュージカル「忍たま乱太郎」第十弾初演～これぞ忍者の大運動会だ！～ 七松小平太 役
  - 5月10日 - 26日、シアターGロッソ
  - 5月31日 - 6月2日、森ノ宮ピロティホール※中止
  - 6月8日 - 9日、春日井市民会館
- 「ヨルハ Ver1.3a」十六号 役
  - 7月4日 - 7日、サンシャイン劇場
  - 7月11日 - 14日、サンケイホールブリーゼ
- 「魔術師オーフェンはぐれ旅」（8月15日 - 18日、新宿村LIVE）コルゴン 役
- 朗読劇「学園デスパネル2019」（9月1日、座・高円寺2）メガネ 役
- ミュージカル「忍たま乱太郎」第十弾再演～これぞ忍者の大運動会だ！～ 七松小平太 役
  - 10月11日 - 27日、シアターGロッソ ※一部公演中止
  - 11月8日 - 10日、あましんアルカイックホール
- 「帝都探偵奇譚ジゴマ 2」上海租界編（12月11日 - 15日、シアターグリーン BIG TREE THEATER）古木麻二郎 役

#### 2020年
- ミュージカル「忍たま乱太郎」第10弾 『忍術学園学園祭』七松小平太 役
  - 1月10日 - 13日、舞浜アンフィシアター
  - 1月17日 - 19日、クールジャパンパーク大阪WWホール
- 「おばドルゆみこ」（2月19日 - 23日、萬劇場）真中雄太 役
- 「ヨルハ Ver1.3aa」（3月12日 - 15日、渋谷区文化総合センター大和田 4階 さくらホール ※公演中止による無観客配信）十六号 役
- ミュージカル「忍たま乱太郎」第十一弾～忍たま恐怖のきもだめし～」七松小平太 役
  - 4月10日 - 26日、シアターGロッソ ※中止
  - 5月15日 - 17日、クールジャパンパーク大阪WWホール ※中止
- 「天満月のネコ2020」（7月15日 - 19日、新宿シアターサンモール）メモリー  役
- 「煉獄島殺人事件？」（8月26日 - 30日、萬劇場）純平 役
- ミュージカル「忍たま乱太郎」第十一弾～忍たま恐怖のきもだめし～」七松小平太 役
  - 10月9日 - 25日、シアターGロッソ ※一部中止
  - 11月14日 - 15日、春日井市民会館
  - 11月27日 - 29日、あましんアルカイックホール ※中止

#### 2021年
- ミュージカル「忍たま乱太郎」第11弾『忍術学園学園祭』七松小平太 役
  - 1月16日 - 17日、東京国際フォーラム ※中止
  - 1月29日 - 31日、クールジャパンパーク大阪WWホール
- ミュージカル「忍たま乱太郎」第十一弾～春のファン感謝祭～（3月4日 - 8日、日本青年館）七松小平太 役
- リーディングミュージカル「THE SHOW TIME」（3月15日 - 21日、全公演OPENREC.tvでの配信のみ ※一部中止）パティシエ マシュ 役
- ミュージカル「忍たま乱太郎」第十一弾～忍たま恐怖のきもだめし～」再演 七松小平太 役
  - 4月9日 - 25日、シアターGロッソ
  - 5月14日 - 16日、梅田芸術劇場 メインホール　※中止
- 2.5次元ダンスライブ「VAZZROCK STAGE」Episode1『0 Carat』 [2] （7月1日 - 11日、CBGKシブゲキ!! ）大黒岳 役
- 舞台『あの頂上を目指して～14年越しの奇跡～』（7月28日 - 8月1日、エコー劇場）中里大樹 役
- 「LUNATIC LIVE 2021」（9月4日 - 5日,  東京ガーデンシアター ※中止）大黒岳 役
- 舞台「ギヴン」[3]矢岳光司 役
  - 11月20日 - 23日、京都劇場
  - 11月27日 - 30日、シアター1010

#### 2022年
- 2.5次元ダンスライブ「VAZZROCK STAGE」Episode2『ペトリコール・ノスタルジー』（2月3日 - 12日、シアター・アルファ東京 ※中止・10月に延期）大黒岳 役
- 舞台『リバース・ワールド』（3月16日 - 20日、中野ザ・ポケット）主演 ホロ 役
- リーディングドラマ『幽霊ハウス』 （4月6日 - 10日、新宿村LIVE）志賀長左衛門 役
- 舞台『人生交換』（5月4日 - 8日、萬劇場）久保田凌 役
- 舞台『比翼の人』[4]（6月22日 - 26日、シアター・アルファ東京）木内幸之助 役
- 舞台『星屑の王』（7月20日 - 24日、六行会ホール）チェーザレ・ボルジア 役
- 2.5次元ダンスライブ「VAZZROCK STAGE」Episode2 「ペトリコール・ノスタルジー』（10月6日 - 16日、ニッショーホール）大黒岳 役
- 舞台「新選組始末記」（11月11日 - 20日、ヒューリックホール東京） 服部武雄 役[5]
- Action Stage「エリオスライジングヒーローズ」 ガスト・アドラー 役[6]
  - 12月8日 - 18日、シアター1010
  - 12月23日 - 25日、ロームシアター京都 サウスホール

#### 2023年
- 舞台『向日葵の非日常』（3月15日 - 21日、中野ザ・ポケット）主演 来宮莉久 役
- 舞台『漫才ギャング・リローデッド[7]』 トラキチ役
  - 5月4日 - 21日、博品館劇場
  - 6月2日 - 4日、COOL JAPAN PARK OSAKA TTホール
- ラジカルアクションショー『らじかるカセット』（6月9日 - 11日、ウエストエンドスタジオ)
- 舞台「湯もみガールズⅨ」（7月13日 - 17日、萬劇場）松下多一郎 役
- 舞台「爆劔〜源平最終決戦〜」（9月14日 - 19日、CBGKシブゲキ!!）源義経 役[8]
- バクテン!! The Stage（10月22日 - 29日、ニッショーホール） - 女川ながよし 役[9]
- 舞台『おそ松さん on STAGE 〜SIX MEN'S SHOW TIME〜 2nd SEASON』十四松（F6） 役[10]
  - 11月23日 - 27日、シアター1010
  - 11月30日 - 12月3日、AiiA 2.5 Theater Kobe

#### 2024年
- 舞台『OVER SMILE 2024』（3月1日 - 10日、あうるすぽっと） - 恵太 役[11]
- 2.5次元ダンスライブ「VAZZROCK STAGE」Episode3『僕と君との猫ノート』（3月28日 - 4月7日、CBGKシブゲキ!!）大黒岳 役
- 舞台 京極の轍-京羅戦争編-powered byヒューマンバグ大学（5月17日 - 26日、新宿FACE） - 設楽紀明 役[12]
- 純愛異形綺譚『刻め、我ガ肌ニ君ノ息吹ヲ 2024』（6月12日 - 16日、俳優座劇場） - 外道丸 役[13]
- 舞台『リーマンズクラブ』（9月5日 - 11日、シアターサンモール） - 夏木陵 役[14]
- Casual Meets Shakespeare『MACBETH SC』（9月26日 - 10月6日、新宿村LIVE）[15]
- Colorpointe主催公演 バレエミュージカル『Giselle in Haunted book store』（11月13日 - 17日、シアターグリーン BIG TREE THEATER）[16]
- T-gene stage『Episode 犬紀村』（10月23日 - 27日、六行会ホール） - レオ 役[17][18]

#### 2025年
- Action Stage『エリオスライジングヒーローズ』-THE NORTH- - ガスト・アドラー 役[19]
  - 1月11日 - 19日、品川プリンスホテル ステラボール
  - 1月25日・26日、森ノ宮ピロティホール
- Action Stage『エリオスライジングヒーローズ』-SUMMER FESTIAL-　- ガスト・アドラー 役[20]
  - 8月7日 - 17日〈予定〉、シアターH
  - 8月23日・24日〈予定〉、SkyシアターMBS
- Casual Meets Shakespeare『ヴェニスの商人 CS』（11月1日 - 9日〈予定〉、IMAホール）[21]

### イベント
- 『そりパvol.16〜tour〜』（2019年8月20日）ゲスト出演
- 『和貴バースデーイベント 〜遅れたけど誕生日会したいので、強制的に祝っていただけますか？〜』 （2019年11月16日）ゲスト出演
- 『成松・木村のワイワイするだけですけど、なにか？～速記記念日～』（2019年10月28日、新大久保エンタメカフェR&B）
- 『成松・木村のワイワイするだけですけど、なにか？～働く女性の日～』（2019年12月22日、新大久保エンタメカフェR&B）
- 『成松・木村のワイワイするだけですけど、なにか？～四年に一度の閏日～』（2020年2月29日、神楽坂GLEE）
- 『そりパvol.24〜ありがとう2020〜』（2020年12月5日）1部そりパ★クリスマス★ゲスト出演
- 『成松・木村のワイワイするだけですけど、なにか？～ちょっと早いクリスマスの日～』（2020年12月20日、神楽坂GLEE）
- 『成松・木村のワイワイするだけですけど、なにか？～重大発表の日～』（2021年2月28日、神楽坂GLEE）
- 『成松・木村とワイワイ大人の修学旅行なんて、しませんか？～ワイ友とお誕生日会改め、お楽しみ会＆クリスマス会＆忘年会in伊東～』（2021年12月4日 - 5日、伊東市）
- 『2021年 最初にして最高の会～優良会員限定サロン～』（2021年12月26日、新大久保エンタメカフェR&B）
- 『そりパvol.29』（2022年3月5日）ゲスト出演
- 『優良会員限定サロン～木村優良の生誕祭～』（2022年4月2日、新大久保エンタメカフェR&B）
- 『成松・木村のワイワイしますけど、なにか？～久しぶりに騒ごう！～』（2022年6月5日、新大久保エンタメカフェR&B）
- 『優良会員限定サロン vol.3』（2022年8月7日、新大久保エンタメカフェR&B）
- 『成松・木村のワイワイしますけど、なにか？〜苗字の日～』（2022年9月19日、新大久保エンタメカフェR&B）
- 『成松・木村のワイワイしますけど、なにか？～もういくつ寝るとクリスマスの日～』（2022年12月19日、新大久保エンタメカフェR&B）
- 『優良会員限定サロン vol.4』（2023年1月15日、新大久保エンタメカフェR&B）
- 『くらくらハウスVol.2 少し早めのバレンタイン』（2023年2月5日、グレースバリ横浜関内）ゲスト出演
- 『毎熊宏介バレンタインイベント2023』（2023年2月19日、グレースバリ新宿本店）ゲスト出演
- 『優良会員限定サロン vol.5』（2023年3月26日、新大久保エンタメカフェR&B）